# William Abdullah Quilliam
William Abdullah Quilliam (ur. 10 kwietnia 1856 w Liverpoolu, zm. 23 kwietnia 1932 w Londynie) – brytyjski prawnik, pisarz.  Fundator pierwszego meczetu zbudowanego w Anglii.
Urodził się 10 kwietnia 1856 roku w Liverpoolu jako William Henry Quilliam. Jego ojcem był Robert Quilliam, producent zegarków. Uczył się w Liverpool Institute High School for Boys i King William's College. W 1878 roku rozpoczął w Liverpoolu pracę jako radca prawny, tworząc działającą z powodzeniem praktykę. W 1879 roku ożenił się z Hannah Johnstone.
Quilliam wychował się w rodzinie metodystycznej, ale w czasie podróży do Maroka w 1887 roku przeszedł na islam. Po powrocie do Liverpoolu rozpoczął promocję islamu, zaczął też posługiwać się imieniem Abdullah Quilliam. 25 grudnia 1889 roku w Liverpoolu otworzył Liverpool Muslim Institute, będący pierwszym w Anglii meczetem i islamskim centrum religijnym. Jego działalność zaowocowała wkrótce konwersjami na islam wśród rodziny (m.in. jego matki, Harriet) oraz ponad setki brytyjskich intelektualistów. Quilliam był także uważany ówcześnie za eksperta od spraw islamu. Był aktywnym pisarzem i eseistą, autorem dwukrotnie wznawianej The Faith of Islam, która przyniosła mu sławę w świecie muzułmańskim. W latach 1893–1908 wydawał również tygodnik The Crescent. Quilliam często podróżował, spotykał się także z przywódcami państw islamskich. Od sułtana osmańskiego Abd-ul-Hamida II otrzymał w 1894 roku tytuł szejk ul-islam Wysp Brytyjskich, od szacha Persji tytuł wicekonsula w Liverpoolu, zaś od emira Afganistanu Abdur Rahman Chana wsparcie finansowe na potrzeby swojego instytutu.
Quilliam opuścił Wielką Brytanię w 1908 roku, gdy został usunięty z listy radców prawnych pod zarzutem posługiwania się przed sądem fałszywymi dokumentami i eksmitowany z posesji zajmowanej przez meczet. Bez Quilliama wspólnota muzułmańska w Liverpoolu szybko uległa rozpadowi.
Do Wielkiej Brytanii Quilliam powrócił w grudniu 1914 roku pod nazwiskiem Henri Marcel Leon, osiadł w Onchan na Wyspie Man.
Zmarł w Londynie 23 kwietnia 1932 roku. Pochowany został na Brookwood Cemetery w hrabstwie Surrey.